# Morante de la Puebla
Pour les articles homonymes, voir Puebla (homonymie).
José Antonio Morante Camacho dit « Morante de la Puebla » est un matador espagnol né le 2 octobre 1979 à La Puebla del Río (province de Séville, Espagne).

## Présentation
Torero depuis le ventre de sa mère, « Morante de la Puebla » est le plus pur interprète actuel du toreo sévillan. Il a su remettre au goût du jour des anciennes passes, comme le kikiriki inventé par Rafael « El Gallo » ou le pase de la silla réalisé à Nîmes le 23 mai 2010 pour célébrer le 50e anniversaire de la disparition du même Gallo.
C'est un torero baroque, connu pour son style très particulier. Par exemple, il est le seul matador actuel à porter une coleta naturelle ; ses habits de lumières sont d'une grande originalité et très recherchés esthétiquement.
Retiré en 2004 pour cause de dépression nerveuse, « Morante » est revenu en 2005 au plus haut niveau dans la tauromachie actuelle dans laquelle il occupe une place de tout premier plan.
Entre novembre 2006 et juin 2007, son apoderado fut Rafael De Paula, grand torero d'origine gitane.
En 2010, 8e de l'escalafón, il a toréé 59 corridas, coupé 39 oreilles et 2 queues.

### Carrière
- Débuts en novillada sans picadors : Villamanrique de la Condesa (Espagne, province de Séville) le 3 septembre 1988.
- Débuts en novillada avec picadors : Guillena (Espagne, province de Séville) le 16 avril 1994. Novillos de Carlos Núñez.
- Présentation à Madrid : 23 avril 1995. Novillos de Jiménez Pasquau.
- Alternative : Burgos (Espagne) le 29 juin 1997. Parrain César Rincón, témoin Fernando Cepeda. Taureaux de Juan Pedro Domecq.
- Confirmation d'alternative à Madrid : Le 14 mai 1998. Parrain Julio Aparicio, témoin Manuel Díaz El Cordobés. Taureaux de Sepúlveda.
- Confirmation d'alternative à Mexico : 25 décembre 2000. Parrain « Armillita Chico », témoin Ignacio Garibay.

Le 26 avril 2023, dans les arènes de Séville, au cours d'une corrida devenue légendaire, Morente de la Puebla coupe les deux oreilles et la queue. Un événement historique puisqu'il s'agit d'une première dans ces arènes, temple de la tauromachie, depuis Ruiz Miguel qui en fit de même le 25 avril 1971.
Morente de la Puebla ouvre en triomphe la Porte du Prince et sort sous les cris exaltés des aficionados qui le ramène a hombros jusqu'à son hôtel.

## Voir aussi

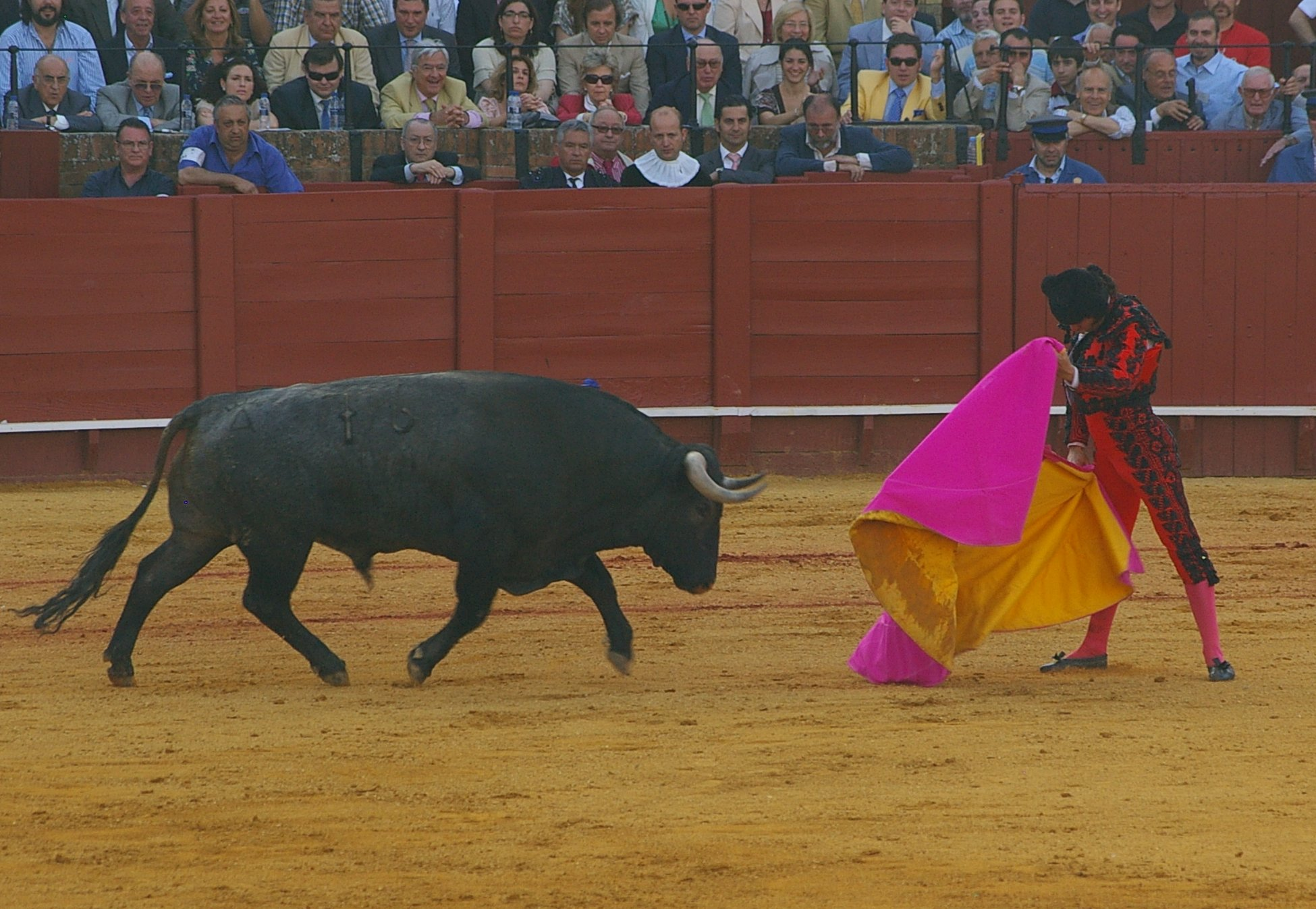
Morante de la Puebla devant un toro de Victorino Martín le 23 avril 2009 aux arènes de la Maestranza de Séville